# NGC 5541-1
NGC 5541-1 في الفهرس العام الجديد، هي مجرة، تقع في كوكبة العواء. اكتشفت في 29 أبريل 1788 بواسطة ويليام هيرشل.

## روابط خارجية
- NGC 5541-1 على موقع ويكي سكاي: DSS2, SDSS, GALEX, IRAS, Hydrogen α, X-Ray, Astrophoto, Sky Map, Articles and images